# Pseudocorticus blairi
Pseudocorticus blairi är en skalbaggsart som beskrevs av Hinton 1935. Pseudocorticus blairi ingår i släktet Pseudocorticus och familjen barkbaggar. Inga underarter finns listade i Catalogue of Life.